# Calle Chancillería
La calle Chancillería es una calle histórica de la ciudad Jerez de la Frontera, (Andalucía, España). Calle de intramuros por hallarse dentro de la muralla.
Su nombre se debe por haber sido sede de la Chancillería, es decir, sede del Alto tribunal de Apelación de Castilla, establecido en 1469 por el rey Enrique IV hasta su traslado a la ciudad de Granada en 1505. Su presidente fue Agustín Espínola.
La existencia de dicho Tribunal Superior de Justicia denota la gran importancia de Jerez antiguo.

## Edificios de interés
- Torreón de la Puerta Nueva, esquina con calle Porvera
- Iglesia de Las Reparadoras, de estilo neomudéjar.
- Asociación de Belenistas. Calle Chancillería, 18.
- Iglesia y convento de las Madres Reparadoras.
- Palacio de los Spínola.

## Galería
|                    |
| Casas aristócratas |

|                                               |
| Calle Chancillería, al fondo la calle Porvera |